# Сала (Швеція)
Сала (швед. Sala) — містечко (tätort, міське поселення) у центральній Швеції в лені Вестманланд. Адміністративний центр комуни Сала.

## Географія
Містечко знаходиться у північно-східній частині лена Вестманланд за 105 км на північний захід від Стокгольма.

## Історія
Невелике містечко відоме своєю історичною срібною шахтою, що розташована приблизно в 2,7 км на південний захід від міста. Вона відома з середньовічних часів і функціонувала до 1908 року.
У 1624 році місто Сала отримало королівську грамоту від короля Густава Адольфа.

## Герб міста
Від XVII століття Сала використовувало власний герб. Хоча його не згадує королівський привілей, виданий для міста 1624 року, але на документах з 1631 року подана печатка з двома перехрещеними гірничими інструментами. Пізніше до них додано ще зображення півмісяця.
Герб міста Сала отримав королівське затвердження 1953 року.
Сюжет герба: у синьому полі скошені навхрест два різні срібні гірничі молотки, над якими такий же півмісяць ріжками праворуч.
Символ герба відомий ще з печатки міста Сала з 1631 року. Гірські знаряддя символізують видобувну галузь. Місяць є алхімічним знаком для срібла. Зображення герба уособлює шахту срібла в Сала, яка становила велике значення для королівства.
Після адміністративно-територіальної реформи, проведеної в Швеції на початку 1970-х років, муніципальні герби стали використовуватися лишень комунами. Цей герб був 1971 року перебраний для нової комуни Сала.

## Населення
Населення становить 13 670 мешканців (2018).

## Спорт
У поселенні базується футбольний клуб ІФК Сала ФК, флорбольний Сала ІБК та інші спортивні організації.

## Галерея

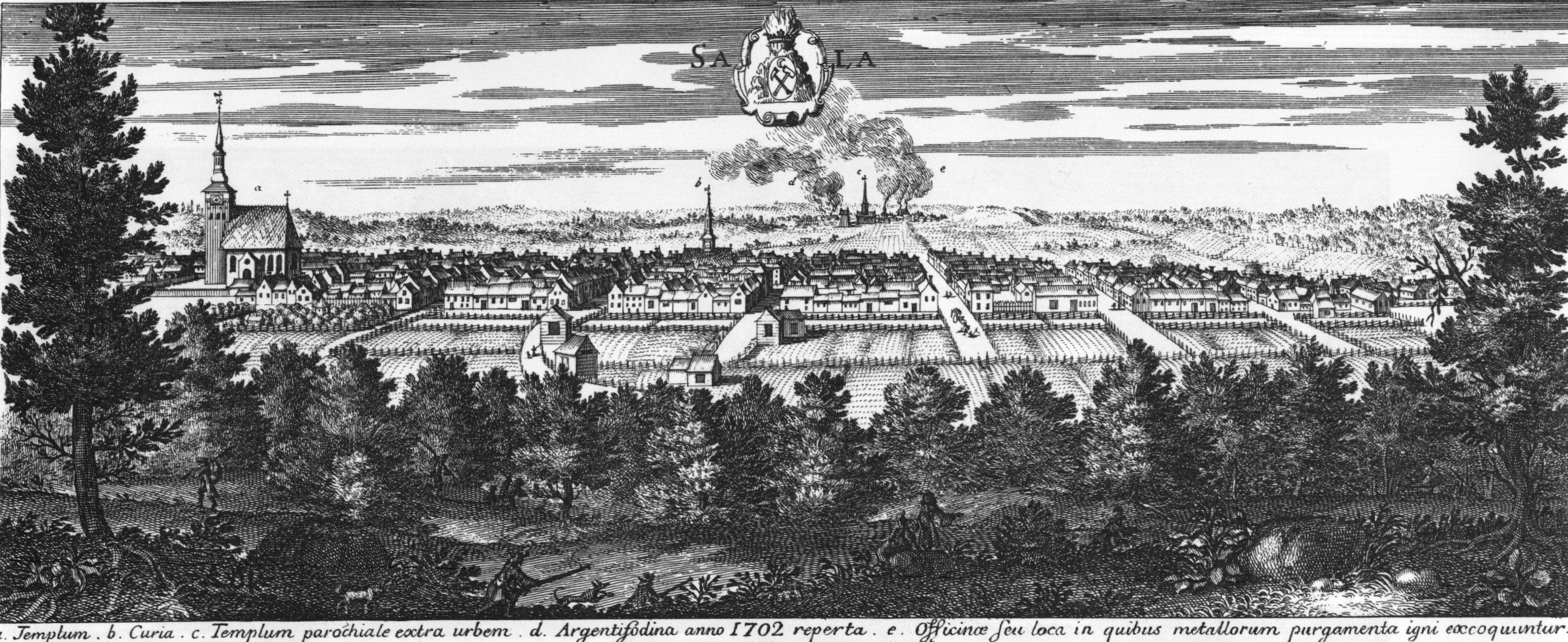
Гравюра з панорамою міста Сала (біля 1700 р.)

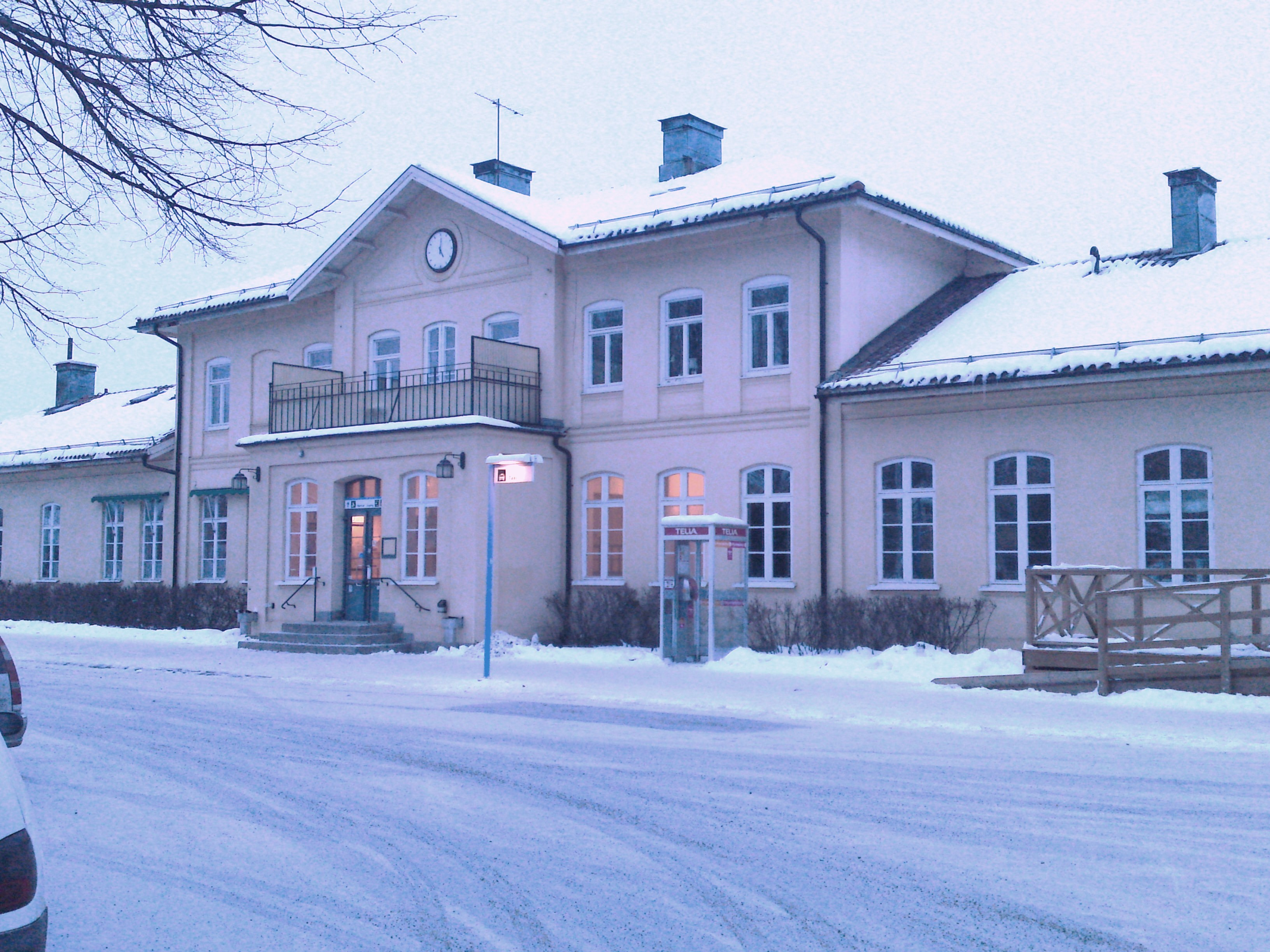
Залізнична станція
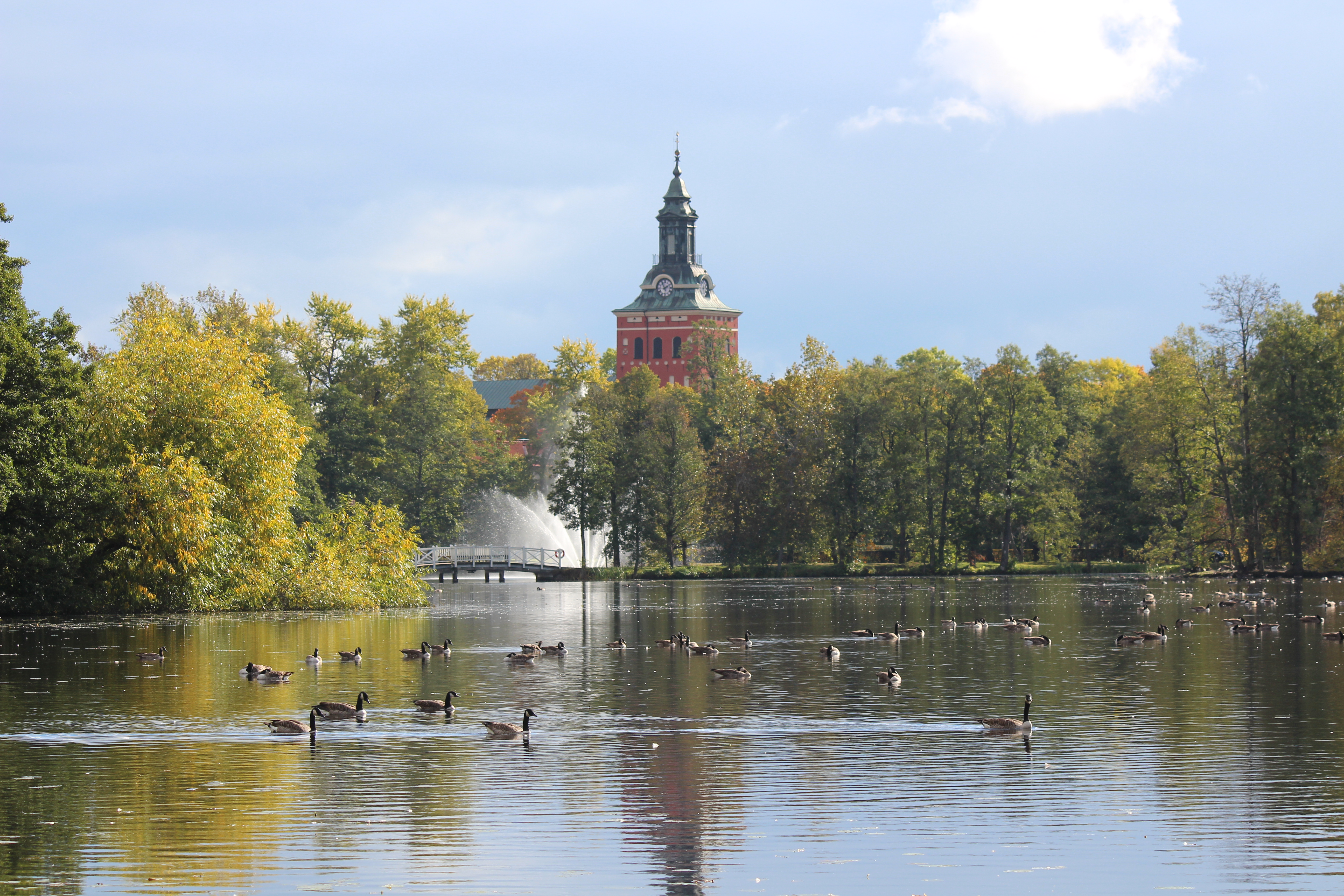
Церква
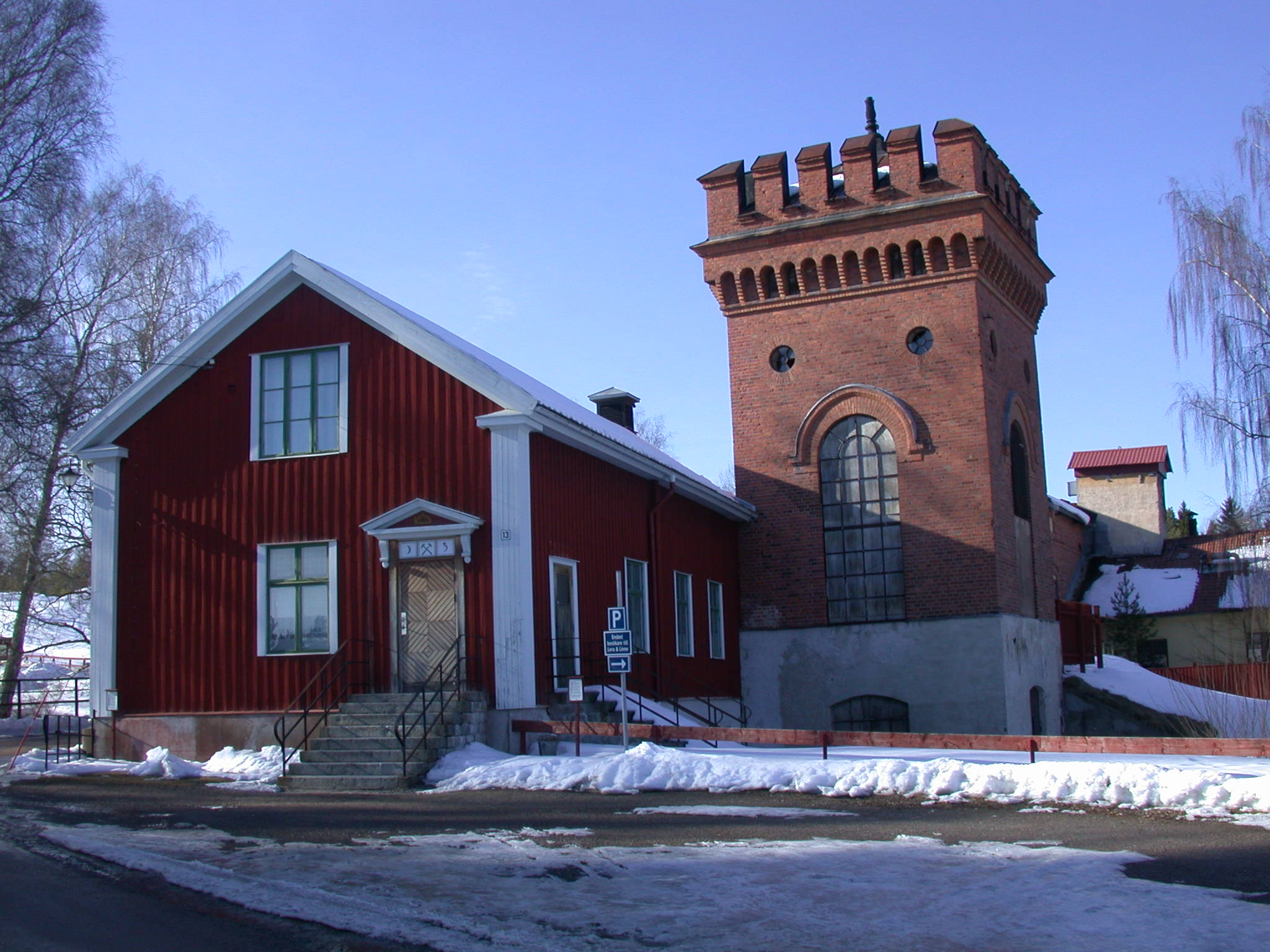
Срібловидобувна копальня
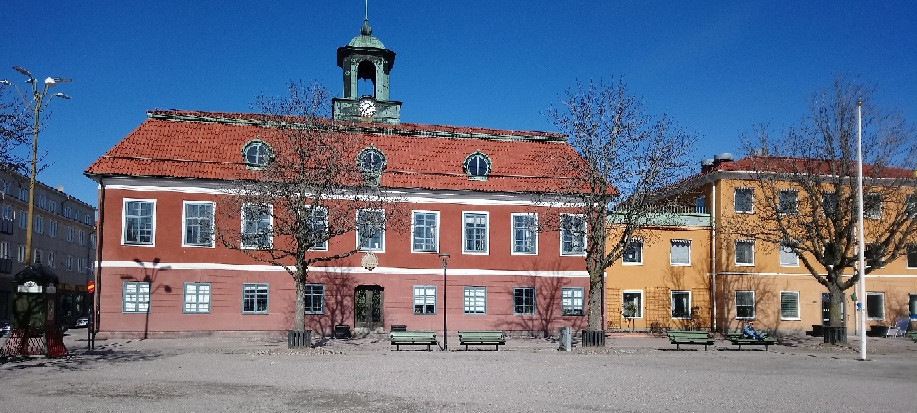
Ратуша
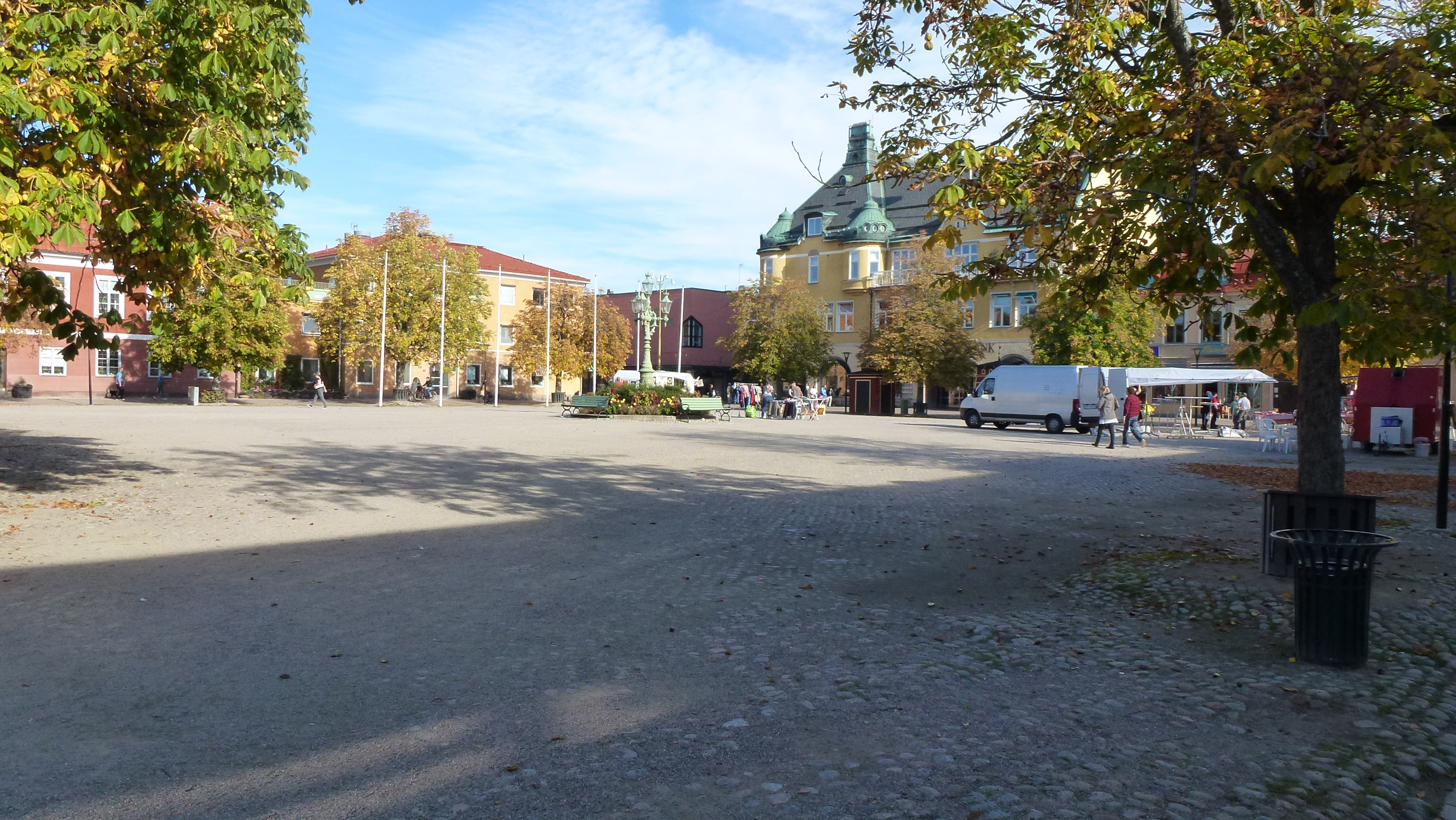
У центрі міста

## Покликання
- Сайт комуни Сала